# Список глав государств в 940 году
Список глав государств в 939 году — 940 год — Список глав государств в 941 году — Список глав государств по годам

## Азия
- Аббасидский халифат — 
  - Ар-Ради, халиф (934 — 940)
  - Аль-Муттаки Лиллах, халиф (940 — 944)
  -  Буиды —
    - Джибал — Рукн ад-Даула, эмир (935 — 977)
    - Керман — Муизз ад-Даула, эмир (936 — 949)
    - Фарс — Имад ад-Даула, эмир (934 — 949)

  -  Зийядиды — Абу'л-Яш Исхак ибн Ибрагим, эмир (904 — 981)
  -  Зияриды — Захир ад-даула Абу Мансур Вушмагир, эмир (935 — 967)
  -  Саманиды — Наср II, эмир (914 — 943)
  -  Саффариды — Абу Джафар ибн-Лейс, эмир (922 — 963)
  -  Табаристан (Баванди) — Шахрияр II, испахбад (930 — 946)
  -  Хамданиды — Насир ад-даула эл-Хасан, эмир (929 — 967)
  - Яфуриды — Асад I ибн Ибрахим, имам (898 — 944)
- Абхазское царство — Георгий II, царь (ок.916 — ок. 960)
- Армения (Анийское царство) — Абас I, царь (ок. 929 — 953)
- Васпураканское царство — Гагик I, царь (908 — 943)
- Вайтхали[англ.] — Тинкха Тенг Санда, царь[англ.] (935 — 951)
- Вьетнам (Династия Нго) — Нго Выонг, король (939 — 944)
- Грузия —
  - Кахетия — Квирике II, князь[англ.] (929 — 976)
  - Тао-Кларджети — Ашот II, куроплат (937 — 954)
    - Гурген II, эристави (Тао) (918 — 941)
    - Давид I, мампали (Кларджети) (900 — 943)

  - Тбилисский эмират — Мансур бен Джаффар, эмир (914 — 952)
- Дали — Дуань Сыпин, король (937 — 944)
- Индия —
  - Венги (Восточные Чалукья) — Бхима III, махараджа (935 — 947)
  - Гурджара-Пратихара — Махипала I, махараджа (913 — 944)
  - Западные Ганги — Бутуга II, махараджа (938 — 961)
  - Камарупа — Ратна Пала, махараджадхираджа[англ.] (920 — 960)
  - Качари[англ.] — Прасанто, царь[англ.] (925 — 1010)
  - Кашмир — 
    - Камалука, царь[нем.] (904 — 940)
    - Яссаскара, царь[нем.] (940 — 948)

  - Пала — 
    - Райяпала, царь (908 — 940)
    - Гопала II, царь (940 — 960)

  - Парамара[англ.] — Ваирисимха II, махараджа[англ.] (918 — 948)
  - Раштракуты — Кришнараджа III, махараджадхираджа (939 — 967)
  - Харикела (династия Чандра) — Шричандра, махараджадхираджа[англ.] (930 — 975)
  - Чола — Парантака I, махараджа (907 — 947)
  - Ядавы (Сеунадеша) — Раджаги, махараджа (935 — 950)
- Индонезия —
  - Матарам (Меданг) — Синдок, шри-махараджа (929 — 947)
  - Сунда — Ягири Прабу Пукуквеси, король (916 — 942)
- Караханидское государство —
  - Сатук Богра-хан, хан (920 — 955)
  - Огулчак Арслан-хан, хан (893 — 940)
- Китай (Эпоха пяти династий и десяти царств) —
  -  Поздняя Цзинь — Гао-цзу (Ши Цзинтан), император (936 — 942)
  -  Минь — Цзин-цзун (Ван Яньси), император (939 — 944)
  -  Поздняя Шу — Мэн Чан, император (934 — 965)
  -  У Юэ — Цянь Юаньгуань, король[англ.] (932 — 941)
  -  Цзиннань — Гао Цунхой, король[англ.] (928 — 948)
  -  Чу — Ма Сифань, король[англ.] (932 — 947)
  -  Южная Тан — Ле-цзу (Ли Бянь), император (937 — 943)
  -  Южная Хань — Гао-цзу (Лю Янь), император (917 — 942)
- Уйгурское Турфанское идыкутство Ирдимин-хан (940–948)
- Кхмерская империя (Камбуджадеша) — Джаяварман IV, император (923 — 941)
- Корея (Корё)  — Ван Гон (Тхэджо), ван (918 — 943)
- Ляо — Тай-цзун (Дэгуан), император (926 — 947)
- Паган — Теинхко, король[англ.] (934 — 956)
- Раджарата (Анурадхапура) — 
  - Даппула IV, король (939 — 940)
  - Даппула V, король (940 — 952)
- Тямпа — Индраварман III, князь (918 — 959)
- Ширван — Абу Тахир Йазид ибн Мухаммед, ширваншах (917 — 948)
- Япония — Судзаку, император (930 — 946)

## Африка
- Гао — 
  - Косой Дарей, дья (ок. 920 — ок. 940)
  - Нгару Нга Дам, дья (ок. 940 — ок. 970)
- Берегватов Конфедерация — Абу аль-Ансар Абдалла, король (ок. 917 — ок. 961)
- Идрисиды — Касим ибн Ибрахим ибн Мухаммад ибн Хасан ибн Идрис ас-Сагир, халиф Магриба (927 — 949)
- Канем — Хартсо (Аритсе), маи (ок. 893 — 942)
- Макурия — Стефан, царь (ок. 912 — ок. 943)
- Некор[англ.] — 
  - Муса ибн Руми ибн Абд ас-Сами, эмир[англ.] (936 — 940)
  - Абд ас-Сами ибн Юртум, эмир[англ.] (940 — 947)
- Сиджильмаса — Мухаммад IV аш-Шакир, эмир (933 — 958)
- Фатимидский халифат — Аль-Каим би-Амриллах, халиф (934 — 946)
- Эфиопия — Татадим, император (919 — 959)

## Европа
- Англия — Эдмунд I, король (939 — 946)
  - Йорвик — Олаф I Гутфритссон, король (939 — 941)
- Болгарское царство — Петр I, царь (927 — 969)
- Бургундское королевство (Арелат) — Конрад I Тихий, король (937 — 993)
  - Вьенн — Карл Константин, граф (931 — 962)
- Венгрия — Жольт, князь (надьфейеделем) (907 — ок. 947)
- Венецианская республика — Пьетро II Партечипацио, дож (939 — 942)
- Византийская империя — Роман I Лакапин, император (920 — 944)
- Волжская Булгария — Микаил ибн Джагфар, хан[англ.] (ок. 925 — ок. 943)
- Восточно-Франкское королевство (Германия) — Оттон I Великий, король (936 — 973)
  - Бавария — Бертольд, герцог (938 — 947)
  - Голландия — Дирк II, граф (ок. 939 — 988)
  - Лотарингия —
    - Генрих I Баварский, герцог (939 — 940)
    - Оттон I Верденский, герцог (940 — ок. 943)

  - Намюр — Роберт I, граф (ок. 924 — ок. 974)
  - Саксония — Оттон I Великий, герцог (936 — 961)
  - Саксонская Восточная марка — Геро I Железный, маркграф (937 — 965)
  - Швабия — Герман I, герцог (926 — 949)
  - Эно (Геннегау) — 
    - Ренье II, граф (925 — ок. 940)
    - Ренье III, граф (ок. 940 — 958)
- Гасконь — Санш IV Гарсия, герцог (ок. 930 — ок. 950)
  - Фезансак — Гильом Гарсия де Фезансак, граф (ок. 926 — ок. 960)
- Дания — Кнуд I Хардекнуд, король (916 — ок. 948)
- Западно-Франкское королевство — Людовик IV Заморский, король (936 — 954)
  - Аквитания — Раймунд II, герцог (936 — 955)
  - Ампурьяс — Госфред I, граф (931 — 991)
  - Ангулем — Гильом II Тайлефер, граф (930 — 945)
  - Анжу — Фульк I Рыжий, граф (930 — 942)
  - Барселона — Суньер I, граф (911 — 947)
  - Бесалу — Вифред II, граф (927 — 957)
  - Бретань — Ален II Кривая Борода, герцог (937 — 952)
  - Булонь — Арнульф I, граф (935 — 964)
  - Бургундия — Гуго Черный, герцог (923 — 952)
  - Вермандуа — Герберт II, граф (ок. 902 — 943)
  - Готия — Раймунд II, граф Руэрга, маркиз (ок. 935 — ок. 961)
  - Каркассон — Арсинда, графиня (934 — ок. 957)
  - Конфлан — Сунифред II, граф (927 — 968)
  - Мэн — 
    - Гуго I, граф (900 — ок. 940)
    - Гуго II, граф (ок. 940 — 980/992)

  - Нант — Ален II, граф (937 — 952)
  - Нейстрийская марка — Гуго Великий, маркиз (922 — 956)
  - Нормандия — Вильгельм I Длинный Меч, герцог (927 — 942)
  - Овернь[англ.] — Раймунд II, граф (936 — 955)
  - Пальярс —
    - Исарн I, граф (920 — 948)
    - Лопе I, граф (920 — 948)

  - Париж — Гуго Великий, граф (922 — 956)
  - Пуатье — Гильом I, граф (934 — 963)
  - Рибагорса —
    - Бернат I Унифред, граф (920 — ок. 956)
    - Миро I, граф (920 — ок. 950)

  - Руссильон — Госфред I, граф (931 — 991)
  - Руэрг — Раймунд II, граф (ок. 935 — ок. 961)
  - Серданья — Сунифред II, граф (927 — 968)
  - Труа — Гуго Черный, граф (936 — 952)
  - Тулуза — Раймунд III Понс, маркграф (924 — ок. 950)
  - Урхель — Сунифред II, граф (897 — 948)
  - Фландрия — Арнульф I Великий, граф (918 — 958, 962 — 965)
  - Шалон — Жильбер, граф (924 — 956)
- Ирландия — Доннхад Донн, верховный король (919 — 944)
  - Айлех — Муйрхертах мак Нейлл, король (939 — 943)
  - Дублин — Олаф Гутфритссон, король (934 — 941)
  - Коннахт — Тадг II, король (925 — 956)
  - Лейнстер — Фаэлан III, король (917 — 943)
  - Миде — Доннхад Донн, король (919 — 944)
  - Мунстер — Флатбертах мак Инмайнен, король (914 — 944)
  - Ольстер — Матудан мак Аэда, король (937 — 950)
- Испания —
  - Арагон — Андрегота Галиндес, графиня (922 — 943)
  - Кордовский халифат — Абд ар-Рахман III, халиф (929 — 961)
  - Леон — Рамиро II, король (931 — 951)
    - Кастилия — Фернан Гонсалес, граф (931 — 944, 945 — 970)

  - Наварра — Гарсия I Санчес, король (931 — 970)
- Италийское королевство — Гуго Арльский, король Италии (926 — 945)
  - Иврейская марка — Беренгар, маркграф (924 — 964)
  - Сполето — 
    - Анскар, герцог (936 — 940)
    - Сарлион, герцог (940 — 943)

  - Тосканская марка — Уберто, маркграф (936 — 962)
- Италия —
  - Беневенто и Капуя —
    - Ландульф I, князь (901 — 943)
    - Атенульф II, князь (911 — 940)
    - Атенульф III, князь (933 — 943)
    - Ландульф II, князь (940 — 961)

  - Гаэта — Доцибил II, герцог[англ.] (933 — 954)
  - Неаполь — Иоанн III, герцог (928 — 968)
  - Салерно — Гвемар II, князь (ок. 900 — 946)
- Киевская Русь (Древнерусское государство) — Игорь, великий князь Киевский, князь Новгородский (912 — 945)
- Критский эмират — 
  - Ахмад, эмир (925 — 940)
  - Саид II, эмир (940 — 943)
- Норвегия — Хокон I Добрый, король (935 — 961)
- Папская область — Стефан VIII (IX), папа римский (939 — 942)
- Португалия — Менду I Гонсалвеш, граф (ок. 924 — ок. 950)
- Уэльс —
  - Гвент — Каделл ап Артвайл, король (930 — 942)
  - Гвинед — Идвал ап Анарауд, король (916 — 942)
  - Гливисинг —
    - Кадуган ап Оуэн, король (930 — 950)
    - Морган ап Оуэн, король (930 — 974)

  - Дехейбарт — Хивел II Добрый, король (920 — 950)
- Хазарский каганат — 
  - Аарон II, бек (ок. 920 — ок. 940)
  - Иосиф, бек (ок. 940 — ок. 965)
- Хорватия — Крешимир I, король (935 — 945)
- Чехия — Болеслав I Грозный, князь (935 — ок. 967)
- Шотландия (Альба) — Константин II, король (900 — 943)

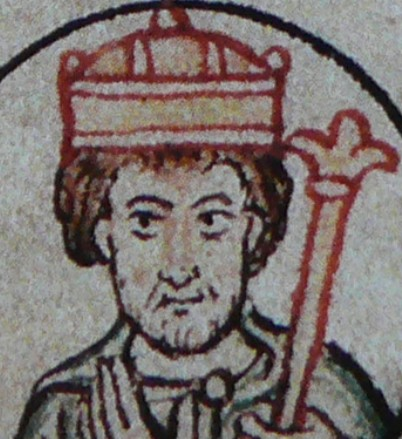
Оттон I Великий 937-973 Король Восточно-Франкского королевства
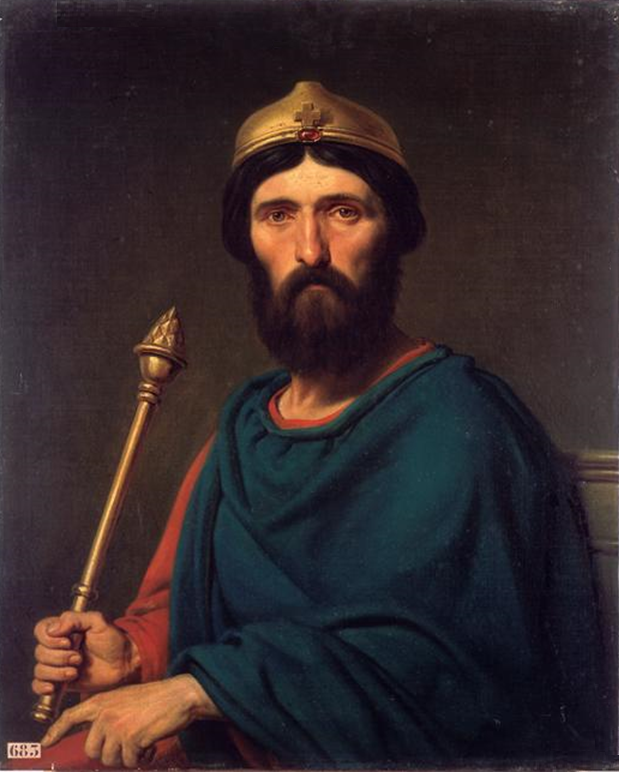
Людовик IV Заморский 936-954 Король Западно-Франкского королевства
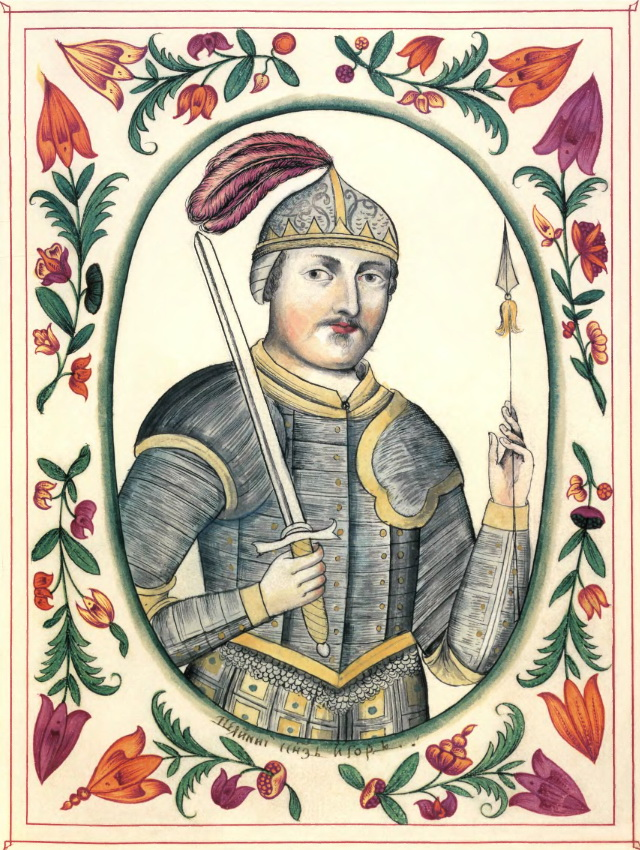
Игорь 912-945 Великий князь Киевский
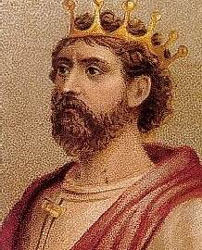
Эдмунд I 939-946 Король Англии
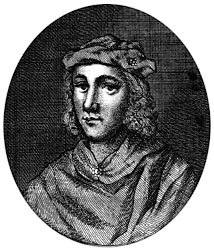
Константин II 900-943 Король Шотландии
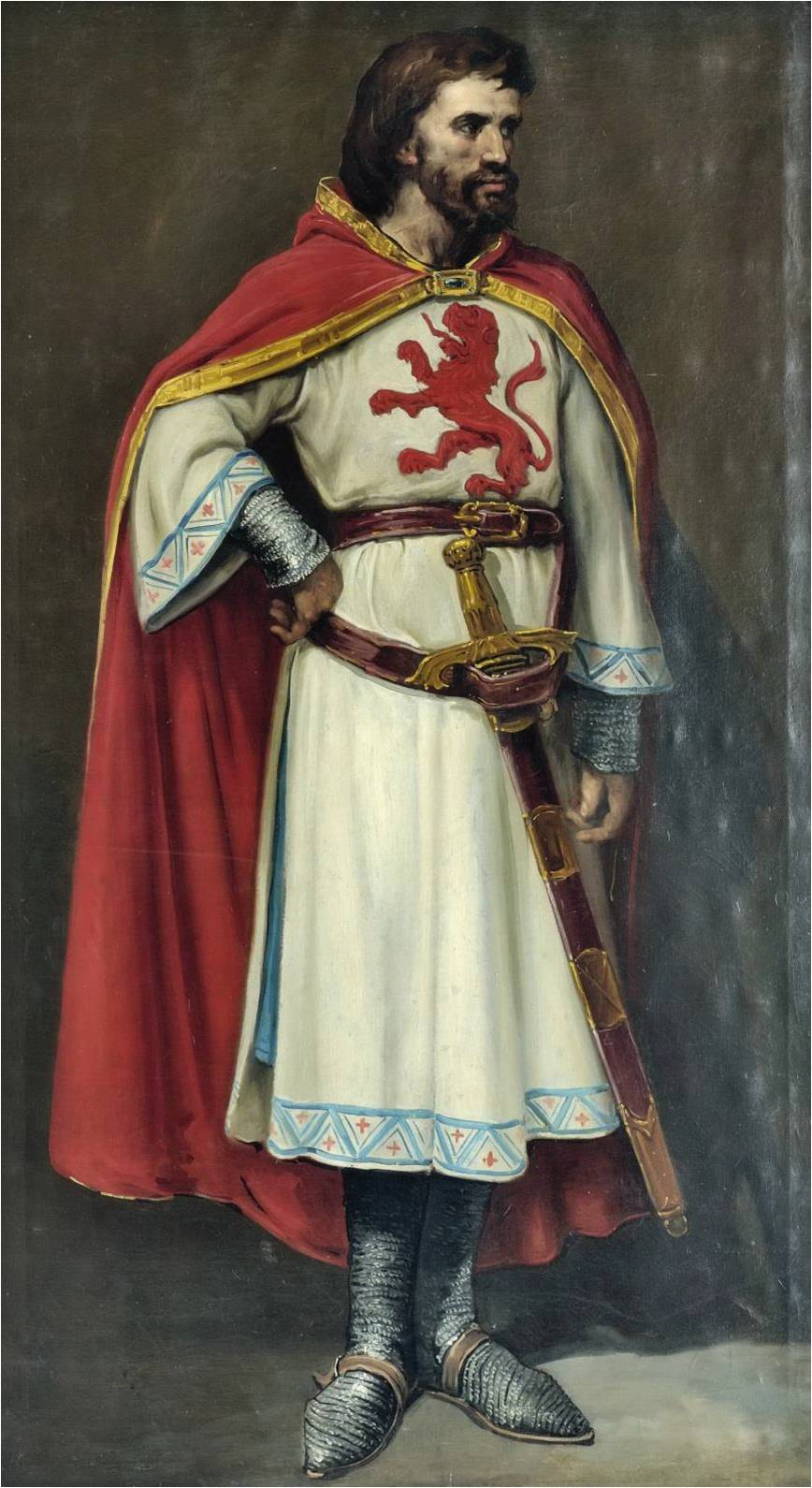
Рамиро II 931-951 Король Леона
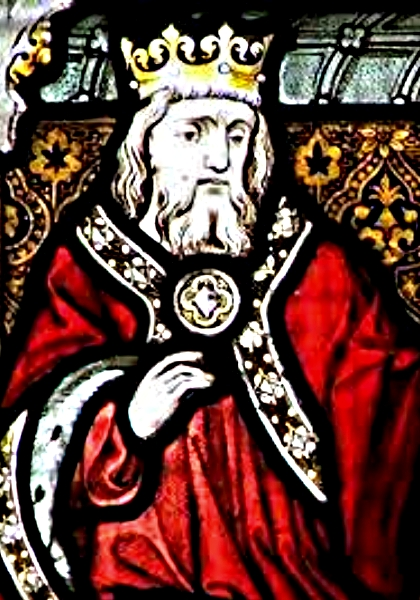
Арнульф I Великий 918-965 Граф Фландрский
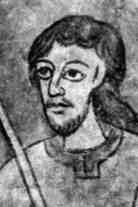
Болеслав I Грозный 935-967 Князь Чехии
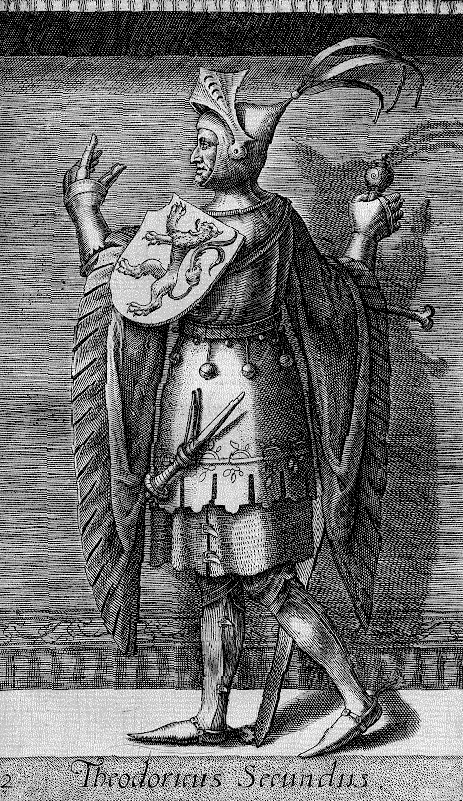
Дирк II 939-988 Граф Голландии
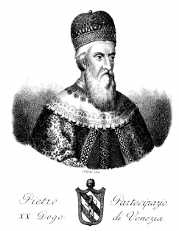
Пьетро II Партечипацио 939-942 Дож Венеции
Стефан VIII(IX) 939-942 Папа римский